# André Brunel
Pour les articles homonymes, voir Brunel.
André Brunel (né à Tananarive, le 7 décembre 1912 et mort à Strasbourg, le 26 mai 1981) est un médecin et militaire français, Compagnon de la Libération. Engagé dans les forces françaises libres après l'armistice du 22 juin 1940, il occupe tout au cours de la Seconde Guerre mondiale des fonctions aussi bien d'état-major que médicales au sein d'unités combattantes. Il poursuit sa carrière militaire quelques années après la guerre avant d'exercer médicalement dans le civil.

## Biographie

### Jeunesse et engagement
André Brunel naît le 7 décembre 1912 à Tananarive sur l'île de Madagascar. Il y vit jusqu'à l'âge de 7 ans avant de déménager à Strasbourg où il commence ses études. Il entre ensuite à l'école de santé militaire de Lyon dont il sort major de sa promotion. Il est également lauréat de la faculté de médecine de Lyon et de l'école du Val-de-Grâce.

### Seconde Guerre mondiale
En poste au Levant au moment de l'armistice du 22 juin 1940, il suit le colonel de Larminat en Palestine, en Égypte puis au Nigeria et rencontre avec lui les envoyés du général de Gaulle en Afrique : le commandant Leclerc, le capitaine Hettier de Boislambert et René Pleven. Après le ralliement à la France libre de l'Afrique-Équatoriale française à la fin du mois d'août 1940, André Brunel s'engage dans les forces françaises libres sous le pseudonyme d'Arundel. Il est alors envoyé à Londres et affecté à l'état-major du général de Gaulle.
Il repart pour l'Afrique en septembre pour participer à l'expédition de Dakar puis, après l'échec de celle-ci, gagne le Cameroun où il devient l'adjoint du commandant d'Argenlieu et est chargé de réorganiser le commerce et l'armement du pays. Il retrouve ensuite de Larminat, entre-temps promu général et devenu Haut-commissaire de l'Afrique française libre, dont il devient attaché au cabinet et chargé des affaires sociales. En juin 1941, il participe à la campagne de Syrie en tant qu'officier de liaison auprès de la 6e brigade indienne puis est nommé représentant du général Catroux, haut-commissaire de France en Syrie, pour lequel il est chargé de l'administration des territoires du Haut-Djeziré.
Affecté au 1er régiment de marche de spahis marocains avec le grade de médecin-capitaine, il participe à la guerre du désert et s'illustre lors de la seconde bataille d'El Alamein en octobre 1942. Engagé ensuite dans la campagne de Tunisie, il se distingue à nouveau le 19 mars 1943 lorsqu'il traverse de nuit des champs de mines pour porter secours à des blessés. Promu médecin-commandant, il retourne au Levant de juillet 1943 à juillet 1944 en tant que médecin-chef de la délégation de la France combattante. Il retrouve ensuite la France où, le 26 août 1944, il participe au défilé sur les Champs-Élysées derrière le général de Gaulle.

### Après-guerre
André Brunel est détaché au ministère de la santé publique où il est chargé d'établir le bilan sanitaire de la France sortant de six années de guerre. En 1948, il est chef de service à l'hôpital Bégin puis part pour l'Allemagne où il est médecin-chef du service de santé du protectorat de Sarre. Il termine sa carrière militaire après la guerre de Corée où il a été médecin-chef-colonel du bataillon français de l'ONU.
Passé dans le civil, il ouvre dans les années 1960 un cabinet médical à Strasbourg. Il meurt dans cette ville le 28 mai 1981 et est inhumé au cimetière nord.

## Décorations
|  |  |  |  |  |  |
|  |  |  |  |  |  |
|  |  |  |  |  |  |
|  |  |  |  |  |  |

| Commandeur de la Légion d'Honneur                    | Commandeur de la Légion d'Honneur                    | Compagnon de la Libération              | Compagnon de la Libération                     | Croix de Guerre 1939-1945                      | Croix de Guerre 1939-1945                      |
| Croix de guerre des Théâtres d'opérations extérieurs | Croix de guerre des Théâtres d'opérations extérieurs | Médaille des évadés                     | Médaille des évadés                            | Médaille coloniale                             | Médaille coloniale                             |
| Chevalier de l'Ordre de la santé publique            | Chevalier de l'Ordre de la santé publique            | Médaille commémorative de Syrie-Cilicie | Médaille commémorative de Syrie-Cilicie        | Presidential Unit Citation (États-Unis)        | Presidential Unit Citation (États-Unis)        |
| Silver Star (médaille) (États-Unis)                  | Silver Star (médaille) (États-Unis)                  | Silver Star (médaille) (États-Unis)     | Légionnaire de la Legion of Merit (États-Unis) | Légionnaire de la Legion of Merit (États-Unis) | Légionnaire de la Legion of Merit (États-Unis) |

## Publications
- André Brunel, Gulusar : Contes et légendes du Kurdistan, Société française d'édition littéraires et techniques, 1946.